# Michael Freedman
Michael Hartley Freedman (Los Angeles, 21 april 1951) is een Amerikaans wiskundige die is verbonden aan het Microsoft Station Q, een onderzoeksgroep aan de Universiteit van Californië in Santa Barbara.
In 1986 ontving Freedman een Fields Medal voor zijn werk aan het vermoeden van Poincaré. Freedman en Robion Kirby toonden aan dat een exotische R4-variëteit daadwerkelijk bestaat. In dat jaar ontving hij ook de Oswald Veblen-prijs.
Momenteel werkt hij bij Microsoft Station Q, waar zijn team betrokken is bij de ontwikkeling van de topologische kwantumcomputer.

## Voetnoten
1. ↑  http://www.ams.org/fellows_by_year.cgi?year=2013; geraadpleegd op: 24 november 2022.
2. ↑  http://www.ams.org/news?news_id=1680; geraadpleegd op: 24 november 2022.
3. ↑  (en)  Microsoft Station Q Group at UCSB. (Station Q (archived page - 2008))